# Фабрика Ломбе
52°55′33″ пн. ш. 1°28′33″ зх. д. / 52.925833° пн. ш. 1.475833° зх. д.

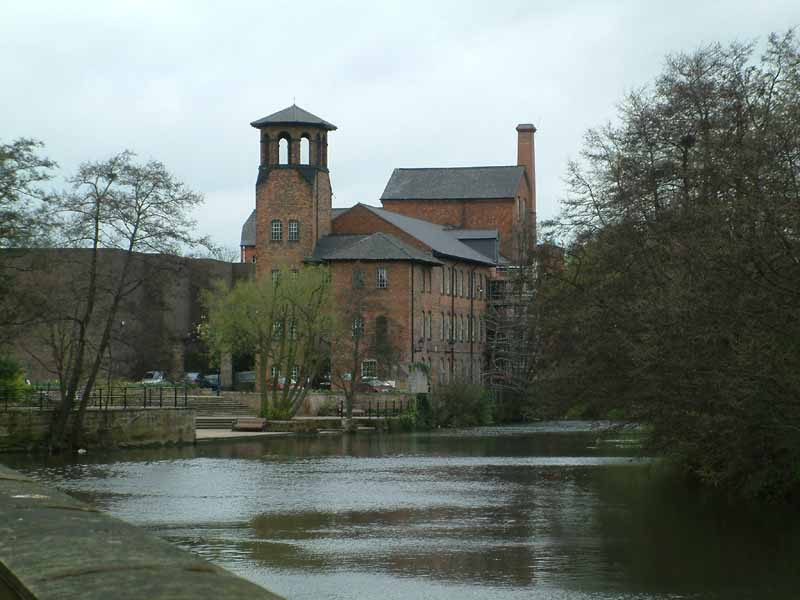
Будівля музею; сучасний вигляд

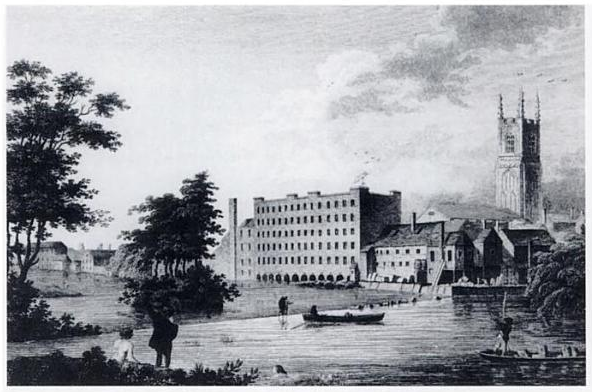
Фабрика Ломбе в XVIII столітті

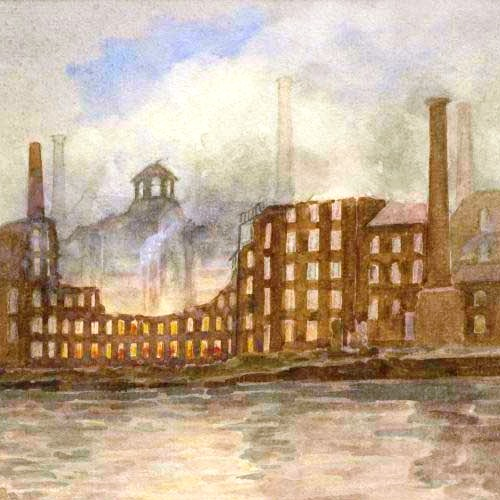
Пожежа на шовковій фабриці Дербі 1910; картина Альфреда Джона Кіна

Шовкова фабрика, Фабрика Ломбе (англ. Lombe’s Mill) — перша фабрика по виробництву шовку і південна точка включеного в 2001 році до Світової спадщина ЮНЕСКО у Великій Британії комплексу фабрик у долині річки Дервент. Фабрика будувалася в 1702 і 1717 роками після повернення з П'ємонту Джона Ломбе (John Lombe) з шовкопрядильними машинами filatoio і torcitoio; архітектор — Джордж Сороколд (George Sorocold).
У 1739 році фабрика була продана Томасу Вілсону (Thomas Wilson).
3 квітня 2011 року Промисловий музей Дербі, розташований нині в будівлі колишньої фабрики, був закритий Міською радою Дербі, щоб вивільнити гроші на реконструкцію ряду інших музеїв. 